# Dibromometano
Dibromometano ou brometo de metileno ou dibrometo de metileno é um halometano pouco solúvel em água, mas muito solúvel em tetracloreto de carbono, éter dietílico e metanol.

## Síntese
Pode ser preparado pelo clorofórmio pela reação:
CHBr3 + Na3AsO3 + NaOH → CH2Br2 + Na3AsO4 + NaBr
usando arsenito de sódio e hidróxido de sódio.
Outra forma é usando diiodometano e bromo

## Usos
Pode ser usado como solvente, fluido de manômetro e em síntese orgânica.

## Ocorrência natural
É produzido naturalmente por algas  marinhas e jogado no oceano.No solo dibromometano evapora, e parte se infiltra no solo.Na água se perde principalmente por volatilização com uma meia vida de 5,2 horas.Não apresenta nenhum tipo de risco ao meio ambiente.Se decompõem na atmosfera devido à radicais hidroxila produzidos fotoquímicamente.sua meia vida estimada na atmosfera é de 213 dias.